# 박혜련 (작가)
박혜련은 대한민국의 드라마 작가이자 시나리오 작가이다. 씨에이엠피, 바람픽쳐스와 공동소속해있다.

## 집필 작품
- MBC 《테마게임》
- 2002년~2003년 MBC 문화방송 시트콤 《논스톱 3》
- 2004년~2005년 MBC 문화방송 시트콤 《논스톱 5》
- 2004년~2005년 SBS 주간시트콤(월요일) 《혼자가 아니야》
- 2007년~2008년 MBC 문화방송 일일 시트콤 《김치 치즈 스마일》
- 2007년 SBS 주말드라마 《칼잡이 오수정》
- 2011년 KBS 월화드라마 《드림하이》
- 2013년 SBS 수목드라마 《너의 목소리가 들려》
- 2014년 SBS 수목드라마 《피노키오》
- 2016년 KBS 《페이지터너》
- 2017년 SBS 수목드라마 《당신이 잠든 사이에》
- 2020년 tvN 토일드라마 《스타트업》
- 2023년 tvN 토일드라마 《무인도의 디바》

## 수상 경력
- 2002년 MBC 방송연예대상 - 특별상 작가 부문 (《논스톱 3》)
- 2013년 대한민국 콘텐츠 대상 - 방송영상산업발전유공부문 대통령 표창 (《너의 목소리가 들려》)